# 50 найкращих ресторанів світу

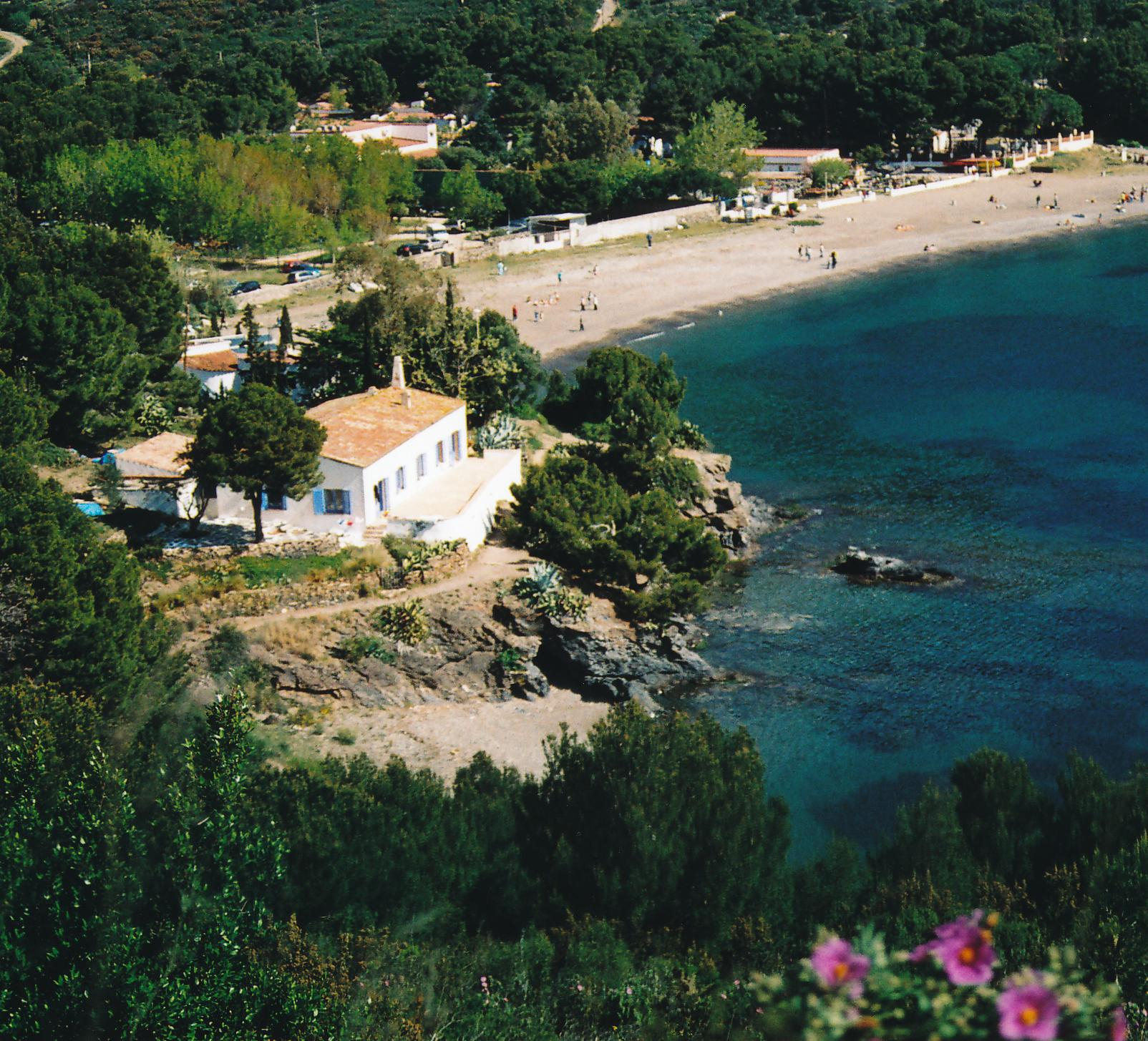
elBulli

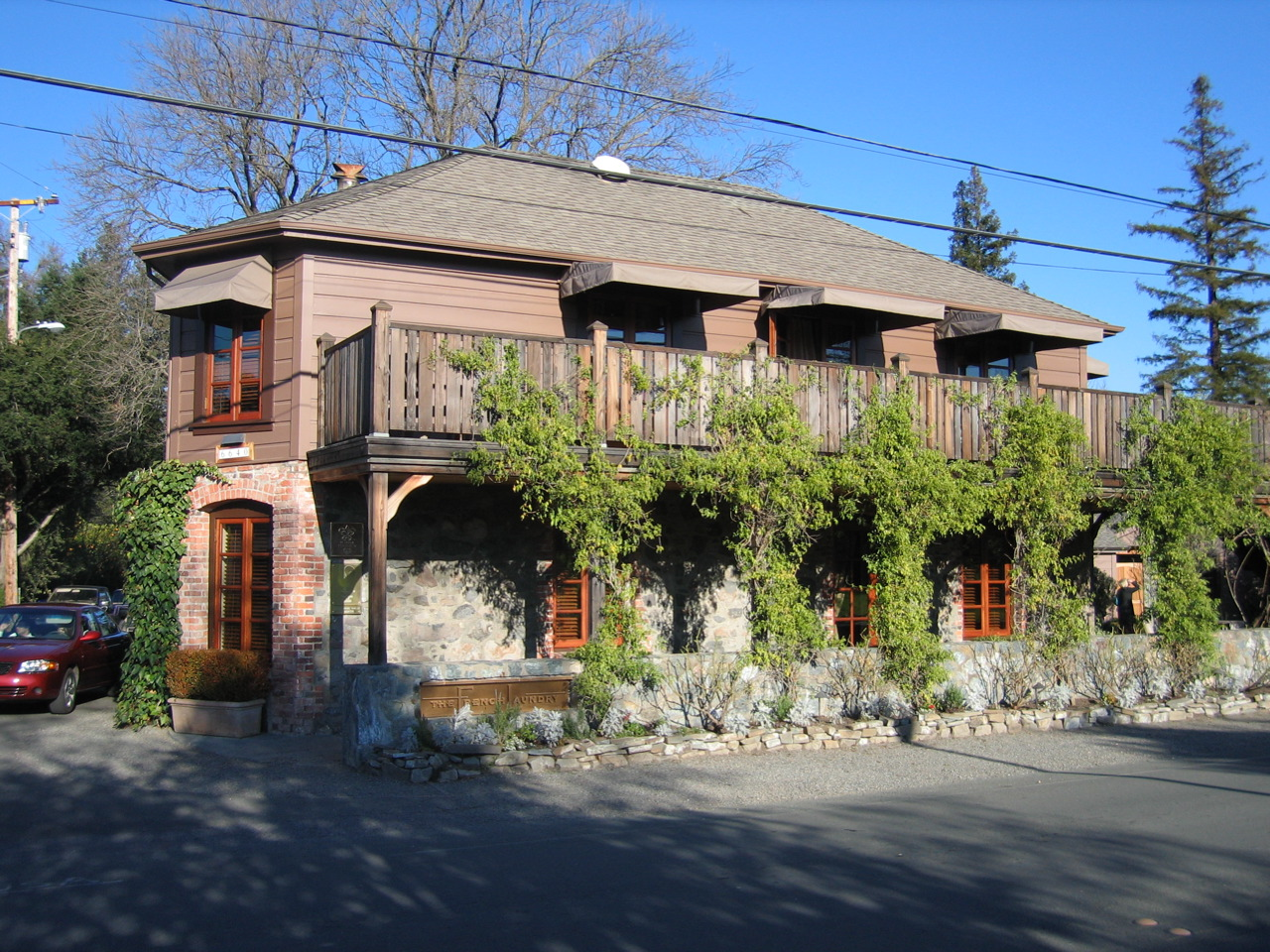
The French Laundry

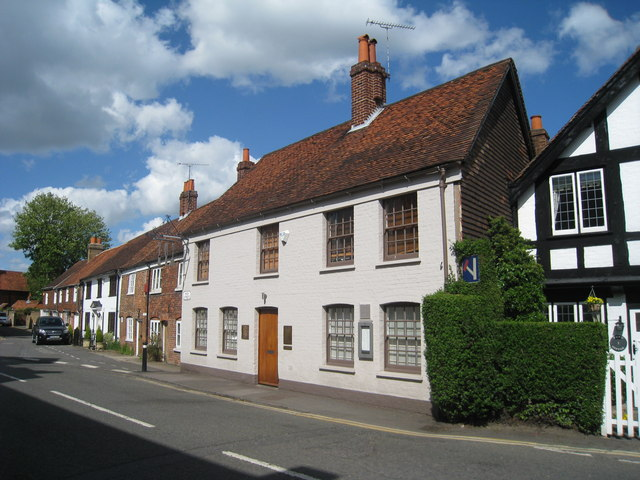
The Fat Duck

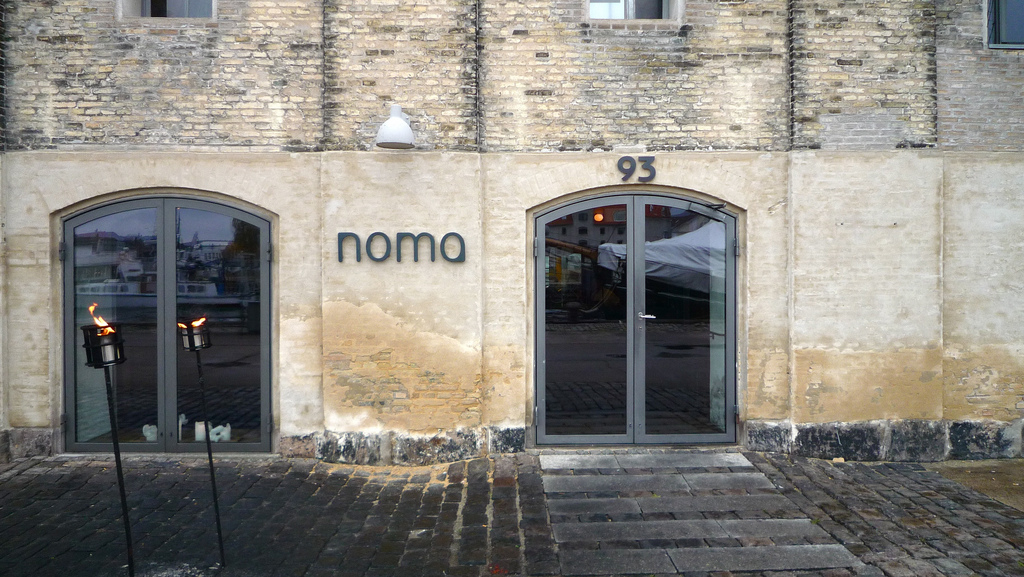
Noma

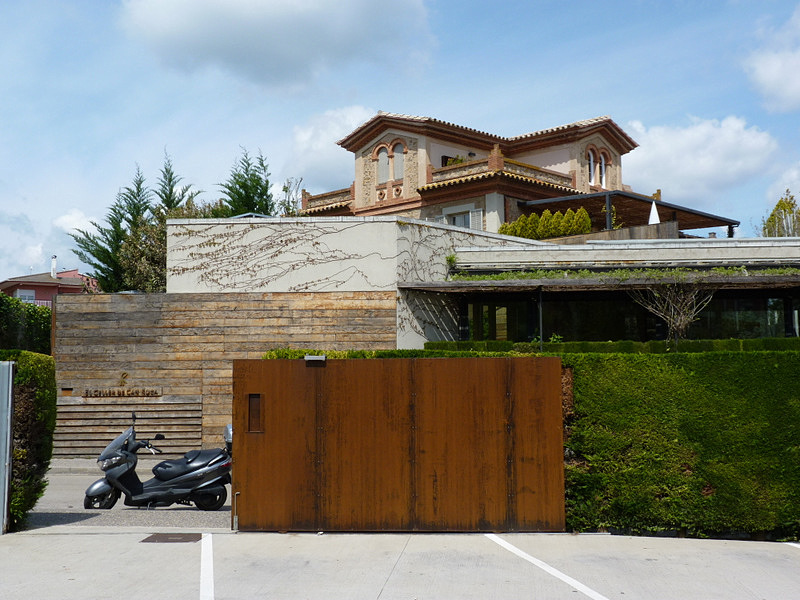
El Celler de Can Roca

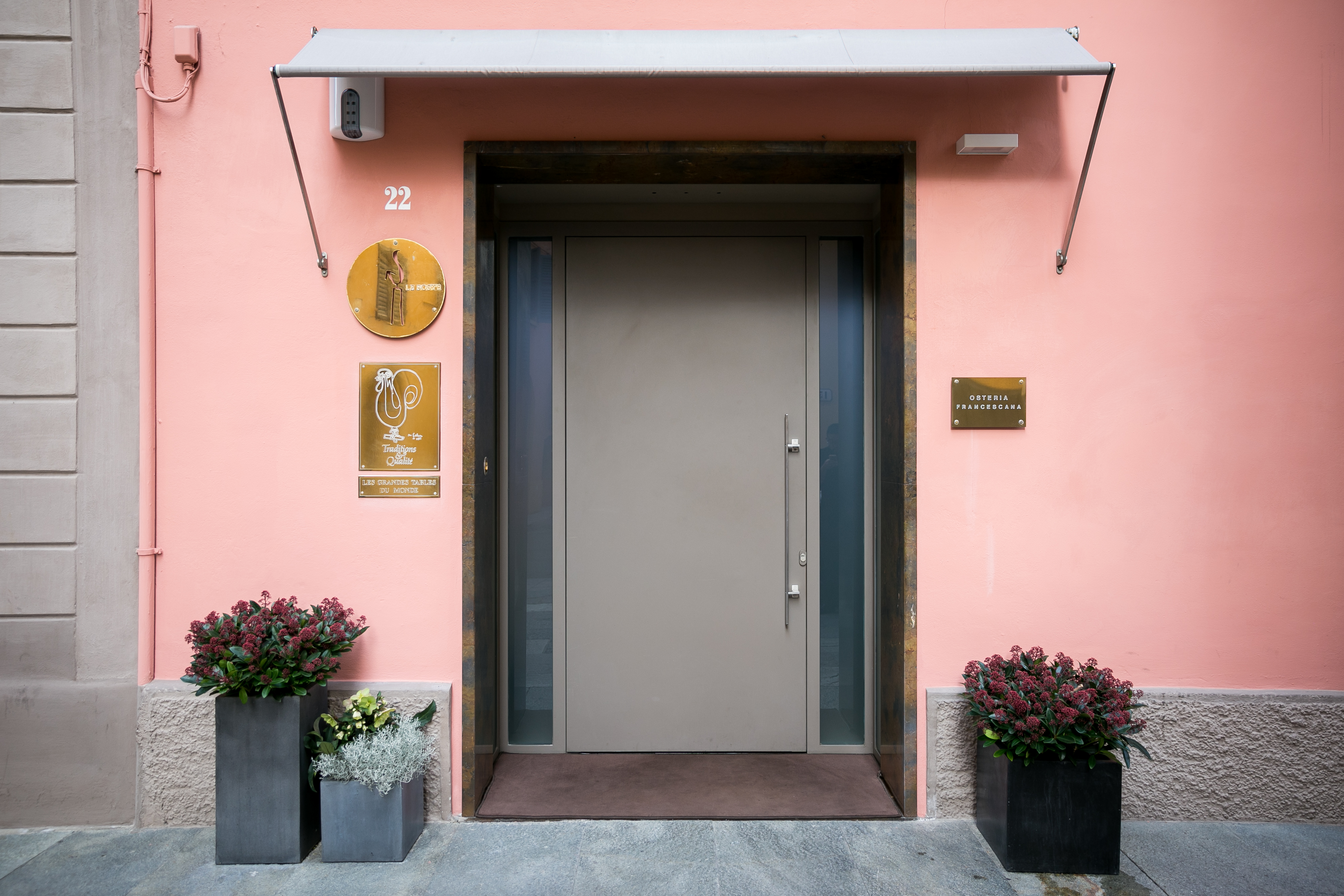
Osteria Francescana

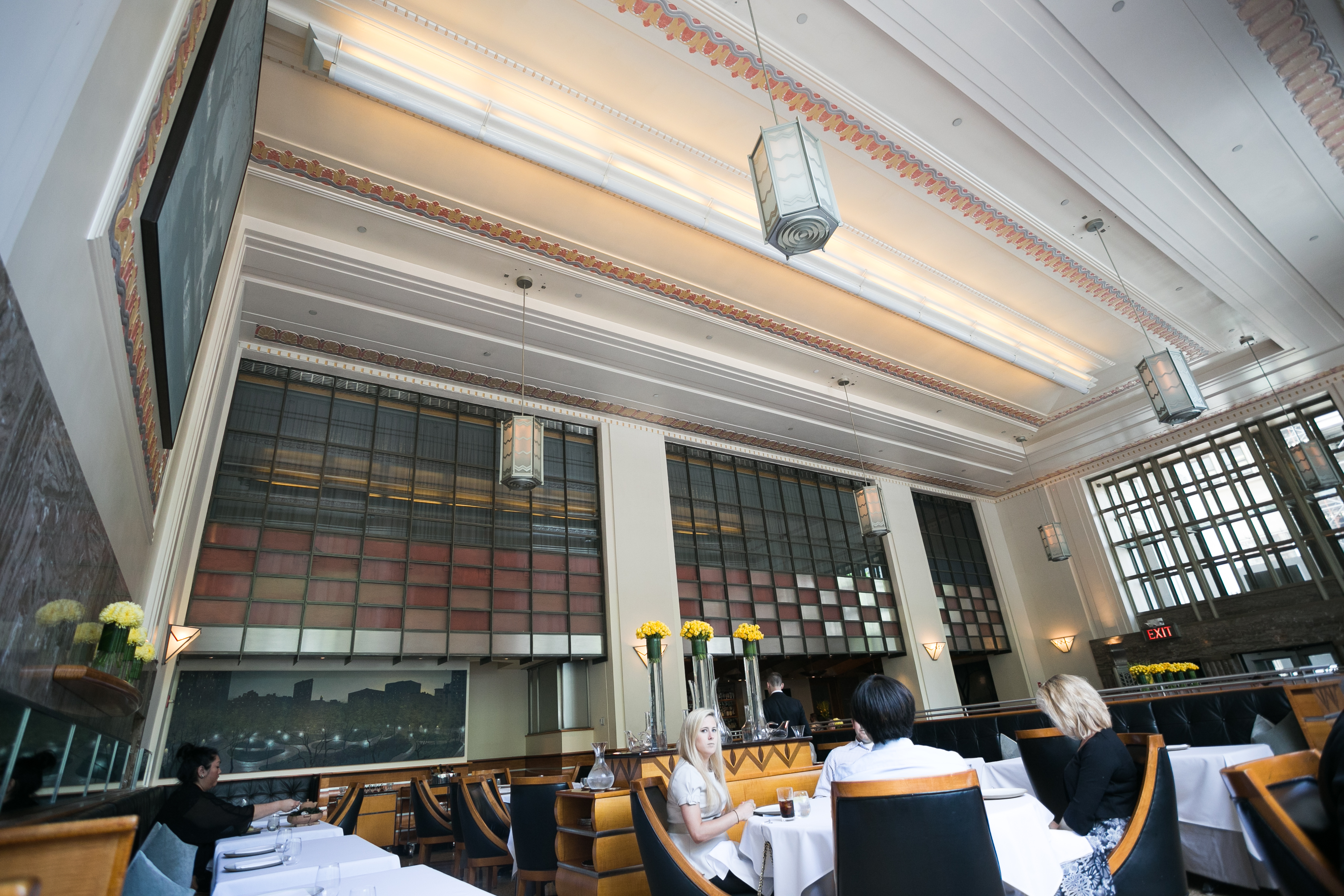
Eleven Madison Park

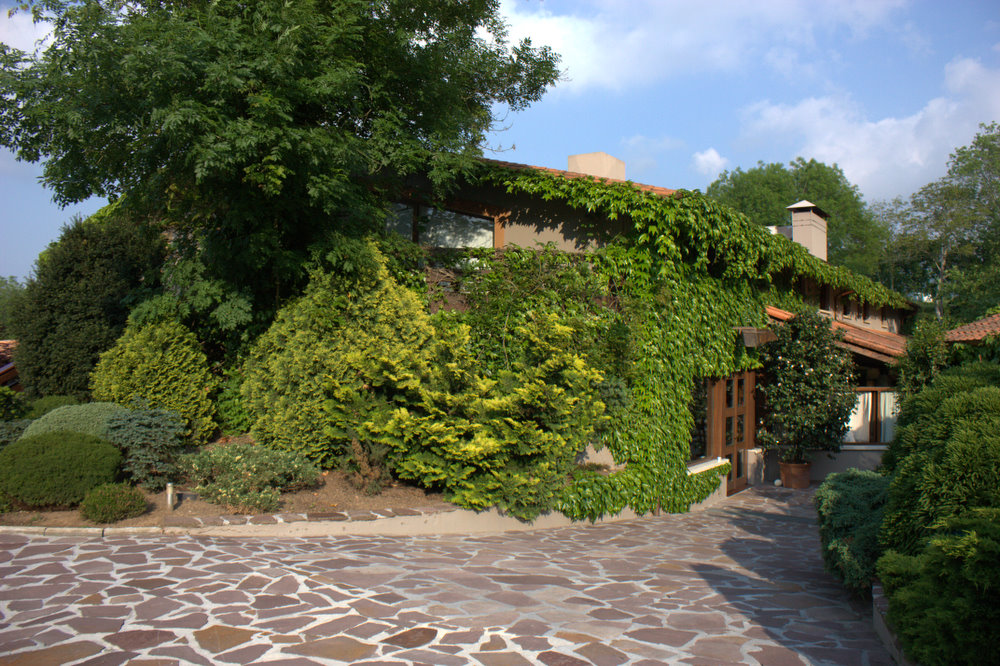
Mugaritz

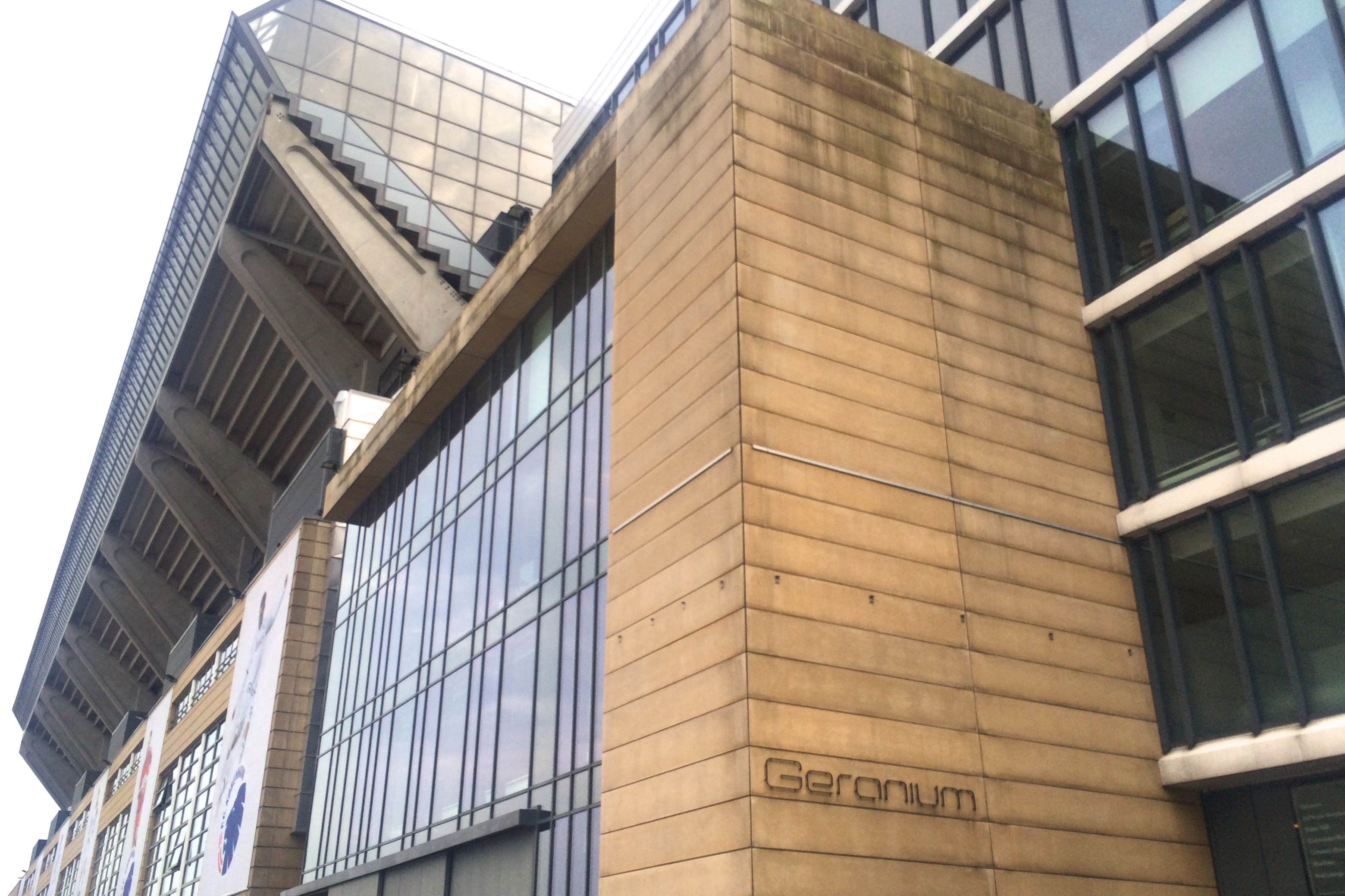
Geranium

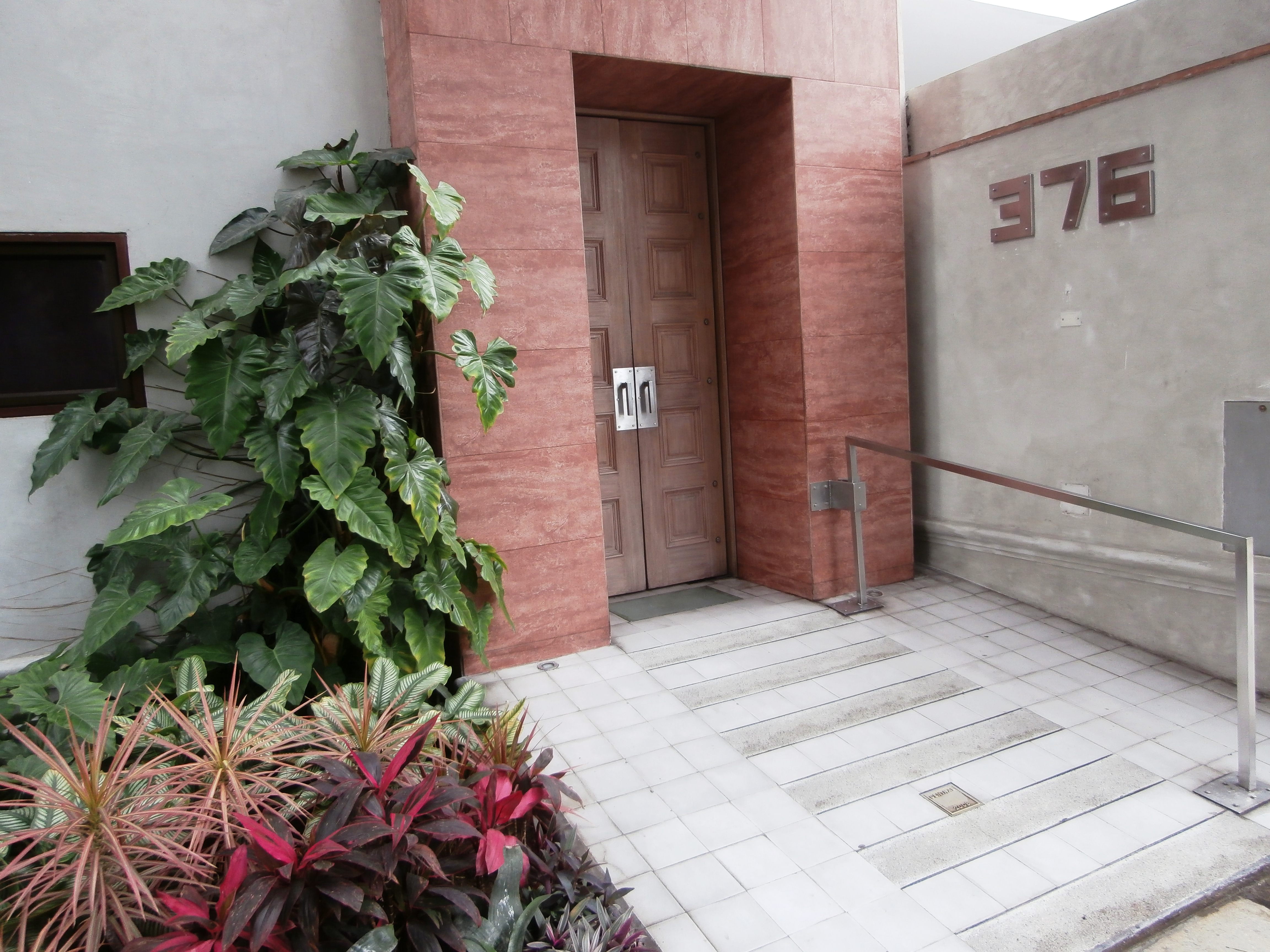
Central Restaurante — Ліма, Перу

50 найкращих ресторанів світу (англ. The World's 50 Best Restaurants) — рейтинговий список, який щорічно публікується авторитетним британським журналом Restaurant на основі опитування міжнародних експертів з числа шеф-кухарів, рестораторів і ресторанних критиків. Крім основного списку також публікується список «Вибір шефів», який визначають 50 шеф-кухарів з ресторанів, що входили до списку 50-ти ресторанів попереднього року. Більшість ресторанів належать до ресторанів «високої кухні».

## Правила визначення
Рейтинг World's 50 Best складається під егідою Академії The Diners Club World's 50 Best Restaurants Academy групою з понад 900 експертів з усього світу, розділених на 26 регіонів. Кожний регіон має свою власну панель з 36 членів, включаючи керівника групи. Кожна панель включає ресторанних критиків, шеф-кухарів, рестораторів і найбільш знаних у регіоні фахівців ресторанного господарства, кожен з яких має 7 голосів. З семи голосів як мінімум три повинні бути віддані за ресторани з інших регіонів. Як мінімум 10 членів регіональних панелей щороку повинні бути замінені на нових експертів.
Рішення про розподіл країн за регіонами покладається на регіональних голів. Вони щороку переглядають це питання відповідно до поточного стану розвитку світової ресторанної галузі.
Результати голосування публікуються в режимі онлайн відразу після того, як вони оголошуються: у лютому в Сінгапурі — Asia's 50 Best Restaurants і у квітні в Лондоні — The World's 50 Best Restaurants. До моменту оголошення результати голосування є суворо конфіденційними. Голосувати за ресторан, до якого голосуючий має будь-яке відношення, не дозволяється. Список номінантів попередньо не складається. Кожен голосуючий надає власний упорядкований список з семи ресторанів, за які він голосує.
У 2003 році процедуру визначення найкращих ресторанів критикувала «Гардіан», в якій Метью Форт назвав цей список шахрайським. Французький ресторанний критик і журналіст Франсуа-Режі Годрі висказав сумніви в достовірності результатів цього рейтингу, а іспанський шеф-кухар Мартін Берасатегі говорив про «фальсифікації» рейтингу, яким маніпулювала відома міжнародна продовольча компанія з метою завдати шкоди гіду Мішлен (Le Guide Michelin).

## Найкращі ресторани
Нагорода «Найкращий ресторан світу», яка вважається гастрономічним «Оскаром», найчастіше діставалась ресторанам «elBulli» (Каталонія, Іспанія), який після 27 років роботи закрився в 2011 році, і Noma (Копенгаген, Данія).
«elBulli» визнавався найкращим у 2002 і 2006—2009, а Noma здобував найвищого титулу у 2010—2012, 2014, 2021 роках.
Каталанський ресторан El Celler de Can Roca (Жирона, Каталонія, Іспанія), заснований в 1986 році трьома братами Рока — Хосепом, Хорді і Хуаном, визнавався найкращим у 2013 і 2015 роках.
Двічі (2016 і 2018 роки) найкращим визнавався італійський ресторан Osteria Francescana.
2019 року на найвищу сходинку піднімався ресторан Mirazur.
Визначення і нагородження переможців 2020 року було відкладено до кращих часів через пандемію COVID-19. За інформацією 15 жовтня 2020 року компанія 50 Best оголосила, що має намір провести власну церемонію нагородження та програму заходів 2021 року у місті Антверпен у Фландрії у вівторок, 8 червня 2021.
Список найкращих ресторанів за роками:
| Найкращі ресторани світу |                                             |                       |                       |
| Рік                      | 1 місце                                     | 2 місце               | 3 місце               |
| 2002                     | elBulli (Розас, Каталонія)                  | Gordon Ramsay         | The French Laundry    |
| 2003                     | The French Laundry (Округ Напа, Каліфорнія) | elBulli               | Le Louis XV           |
| 2004                     | The French Laundry                          | The Fat Duck          | elBulli               |
| 2005                     | The Fat Duck (Беркшир, Англія)              | elBulli               | The French Laundry    |
| 2006                     | elBulli                                     | The Fat Duck          | Pierre Gagnaire       |
| 2007                     | elBulli                                     | The Fat Duck          | Pierre Gagnaire       |
| 2008                     | elBulli                                     | The Fat Duck          | Pierre Gagnaire       |
| 2009                     | elBulli                                     | The Fat Duck          | Noma                  |
| 2010                     | Noma (Копенгаген, Данія)                    | elBulli               | The Fat Duck          |
| 2011                     | Noma                                        | El Celler de Can Roca | Mugaritz              |
| 2012                     | Noma                                        | El Celler de Can Roca | Mugaritz              |
| 2013                     | El Celler de Can Roca (Жирона, Каталонія)   | Noma                  | Osteria Francescana   |
| 2014                     | Noma                                        | El Celler de Can Roca | Osteria Francescana   |
| 2015                     | El Celler de Can Roca                       | Osteria Francescana   | Noma                  |
| 2016                     | Osteria Francescana (Модена, Італія)        | El Celler de Can Roca | Eleven Madison Park   |
| 2017                     | Eleven Madison Park (Нью-Йорк, США)         | Osteria Francescana   | El Celler de Can Roca |
| 2018                     | Osteria Francescana                         | El Celler de Can Roca | Mirazur               |
| 2019                     | Mirazur                                     | Noma                  | Asador Etxebarri      |
| 2021                     | Noma                                        | Geranium              | Asador Etxebarri      |
| 2022                     | Geranium                                    | Central Restaurante   | Disfrutar             |
| 2023                     | Central Restaurante                         | Disfrutar             | DiverXO               |

## Найкращий ресторан Африки
- 2021 —  Wolfgat[9]

## Найкращі з найкращих
Найкращі з найкращих за 19 років:
- El Bulli (2002, 2006—2009)
- The French Laundry (2003—2004)
- The Fat Duck (2005)
- Noma (2010—2012, 2014, 2021)
- El Celler de Can Roca (2013, 2015)
- Osteria Francescana (2016, 2018)
- Eleven Madison Park (2017)
- Mirazur (2019)

## Вибір шеф-кухарів (за роками)
- 2004: Tetsuya's, Австралія (19)
- 2005: elBulli (2)
- 2006: Pierre Gagnaire, Франція (3)
- 2007: The Fat Duck (2)
- 2008: Mugaritz, Іспанія (4)
- 2009: Noma (3)
- 2010: The Fat Duck (3)
- 2011: Osteria Francescana, Італія (4)
- 2012: Mugaritz, Іспанія(3)
- 2013: Alinea, США (15)
- 2014: D.O.M., Сан-Паулу, Бразилія[11]
- 2015: Eleven Madison Park, США (5)
- 2016: El Celler de Can Roca (2)
- 2017: Central Restaurante, Ліма, Перу (5)
- 2018: Blue Hill at Stone Barns, Pocantico Hills, Нью-Йорк (12)
- 2019: Arpège, Ален Пассар, Париж, Франція (8)
- 2021: Asador Etxebarri, Віктор Аргінсоніс[12]